# Weir (Teksas)
Weir – miasto w Stanach Zjednoczonych, w stanie Teksas, w hrabstwie Williamson.